# Dallas Austin
Dallas Austin (Columbus, Geórgia, 29 de dezembro de 1970) é um compositor, produtor musical, guitarrista e tecladista norte-americano. Ele é membro do Highland Place Mobsters e criador de músicas para diversos artistas, incluindo: Britney Spears, Pink, Madonna, Michael Jackson, Monica, Amuro Namie, Christina Aguilera, Gwen Stefani, TLC, Sugababes, Mcfly e Leona Lewis.
Ele também teve um breve relacionamento com Christina Aguilera em 2000.

## Parcerias
- "That's The Truth" (McFly)
- "Party Girl" (McFly)
- "I Found Myself" (Ciara)
- "Back When" (Sugababes)
- "Walk This Way" (Sugababes vs. Girls Aloud)
- "Push the Button" (Sugababes)
- "Ugly" (Sugababes)
- "Trick Me" (Kelis)
- "Keep It Down" (Kelis)
- "Secret" (Madonna)
- "Sanctuary" (Madonna)
- "Don't Stop" (Madonna)
- "Let Down Your Guard" (Madonna)
- "Freedom" (Madonna)
- "Your Honesty"  (Madonna)
- "In Demand" (Texas)
- "Stuck" (Stacie Orrico)
- "Secrets" (Eternal)
- "Cool" (Gwen Stefani)
- "Crash" (Gwen Stefani)
- "Danger Zone" (Gwen Stefani)
- "Hit 'Em Up Style (Oops) (Blu Cantrell)
- "Don't Let Me Get Me" (P!nk)
- "Just like a Pill" (P!nk)
- "Slate" (Brandy)
- "Left Outside Alone" (Anastacia)
- "Sick and Tired" (Anastacia)
- "Creep" (TLC)
- "Case of the Fake People" (TLC)
- "Unpretty" (TLC)
- "Silly Ho" (TLC)
- "If They Knew" (TLC)
- "Shout" (TLC)
- "Don't Pull out on Me Yet" (TLC)
- "Ain't 2 Proud 2 Beg" (TLC)
- "What about Your Friends" (TLC)
- "Hat 2 Da Back" (TLC)
- "Just a Little While" (Janet Jackson)
- "Sexhibition" (Janet Jackson)
- "This Time Around" (Michael Jackson; composta em conjunto)
- "2 Bad" (Michael Jackson; composta em conjunto)
- "Hot as Ice" (Britney Spears)
- "Iesha" (Another Bad Creation)
- "Playground" (Another Bad Creation)
- "Motownphilly" (Boyz II Men)
- "It's So Hard to Say Goodbye to Yesterday" (Boyz II Men)
- "The Boy Is Mine" (Brandy and Monica)
- "Don't Take It Personal" (Monica)
- "Touch Myself" (T-Boz)
- "R U Freaky" (Highland Place Mobsters)
- "Put 'Em Up" (Namie Amuro)
- "Blowin Me Up" (JC Chasez)